# 경상북도립 상주도서관
경상북도교육청 상주도서관은 대한민국 경상북도 상주시 소재의 도서관이다.

## 연혁
- 1986년 1월 1일 상주시 공공도서관 설치조례 제정 공포 (상주시 조례 제108호)
- 1987년 6월 8일 상주시 공공도서관 준공
- 1987년 7월 16일 상주시 공공도서관 개관
- 1994년 6월 15일 도서관 증축 (190/m2)
- 1994년 7월 8일 경상북도립상주도서관으로 명칭 변경 (경상북도 조례 제2266호)
- 1999년 1월 1일 경상북도립화령공공도서관 통합, 화령분관설치 (경상북도 조례 제2525호)
- 1999년 4월 7일 경상북도 지역중심 평생학습관으로 지정
- 2000년 11월 30일 2000년 전국문화기반시설 관리운영평가 도서관부문 최우수상 수상
- 2011년 1월 1일 제15대 노치동 관장 취임
- 2012년 1월 1일 제16대 이차진 관장 취임
- 2012년 2월 23일 제44회 한국도서관상 수상
- 2012년 7월 1일 제17대 김유태 관장 취임
- 2012년 10월 9일 제1회 청소년독서문화진흥상 수상(문화체육관광부장관상)
- 2014년 1월 2일 제18대 이영철 관장 취임
- 2015년 1월 1일 제19대 김영수 관장 취임
- 2016년 1월 1일 제20대 최명대 관장 취임
- 2017년 1월 1일 제21대 정경희 관장 취임
- 2018년 1월 1일 제22대 권정숙 관장 취임
- 2018년 1월 1일 경상북도교육청 상주도서관 명칭변경